# Helictotrichon cantabricum
Helictotrichon cantabricum är en gräsart som först beskrevs av Mariano Lagasca y Segura, och fick sitt nu gällande namn av Gervais. Helictotrichon cantabricum ingår i släktet Helictotrichon och familjen gräs. Inga underarter finns listade i Catalogue of Life.